# Servaville-Salmonville
Servaville-Salmonville is een gemeente in het Franse departement Seine-Maritime (regio Normandië) en telt 778 inwoners (1999). De plaats maakt deel uit van het arrondissement Rouen.

## Geografie
De oppervlakte van Servaville-Salmonville bedraagt 7,9 km², de bevolkingsdichtheid is 98,5 inwoners per km².
De onderstaande kaart toont de ligging van Servaville-Salmonville met de belangrijkste infrastructuur en aangrenzende gemeenten.

## Demografie
Onderstaande figuur toont het verloop van het inwonertal (bron: INSEE-tellingen).